# ウィリアム・レバロン・パトナム
ウィリアム・レバロン・パトナム (William LeBaron Putnam、1835年5月26日 - 1918年2月5日)はアメリカの弁護士、政治家。
パースで生まれ、1855年にボウディン大学で学士を取得した。そこでPeucinian Societyのメンバーであった。法律を学び、1858年にメイン州弁護士資格を取得した。1858年から1891年までポートランド (メイン州)開業弁護士として働いていた。ポートランドで1860年から61年に市議会議員、1862年に市会議員、1869年から70年にポートランド市長を務めた。1888年、民主党からメイン州選出のアメリカ合衆国下院議員及びメイン州知事に立候補するも落選した。
1891年12月16日、アメリカ合衆国大統領ベンジャミン・ハリソンにより26 Statによって新しく設立された第1巡回区連邦控訴裁判所の初代裁判官に指名された。1892年3月17日アメリカ合衆国上院に受理され、同日委任状を受領した。1917年9月17日に辞任するまで、裁判官を務め、翌年死去した。